# Гуарани (водоносный горизонт)
Гуарани — водоносный горизонт в Южной Америке. Располагается на территории четырёх стран: Аргентины, Бразилии, Парагвая и Уругвая, занимая площадь более чем в 1,2 млн км². Водные ресурсы водоносного горизонта Гуарани являются возобновляемыми. Объёмы запасов пресной воды в водоносном горизонте составляют более 37000 км³, их возраст оценивается приблизительно в 200 – 130 млн лет (в центральных частях водоносного горизонта — до 800 тысяч лет).
Воды водоносного горизонта используются для водоснабжения населения, промышленности, курортов и сельскохозяйственного орошения. Главным потребителем извлекаемой из водоносного горизонта воды является Бразилия, обеспечивающая ей потребности 14 млн человек.
В августе 2010 года Аргентина, Бразилия, Парагвай и Уругвай подписали договор о сотрудничестве для обеспечения содействия в изучении, рациональном использовании и охране водоносного горизонта Гуарани.